# 拉勒 (伊勒-维莱讷省)
拉勒（法語：Lalleu，法語發音：[lalø]）是法国伊勒-维莱讷省的一个市镇，位于该省南部，属于勒东区。

## 地理
拉勒（47°51'19"N, 1°30'37"W）面积15.47 平方千米，位于法国布列塔尼大區伊勒-维莱讷省，该省份为法国西北部沿海省份，位于布列塔尼半岛东部，北濒大西洋，西接阿摩尔滨海省和莫尔比昂省，南至大西洋卢瓦尔省，西南端接曼恩-卢瓦尔省，东临马耶讷省，东北与芒什省接壤。
与拉勒接壤的市镇（或旧市镇、城区）包括：特雷伯夫、布列塔尼地区拉博斯、拉库耶尔、拉梅地区埃尔塞、图里。

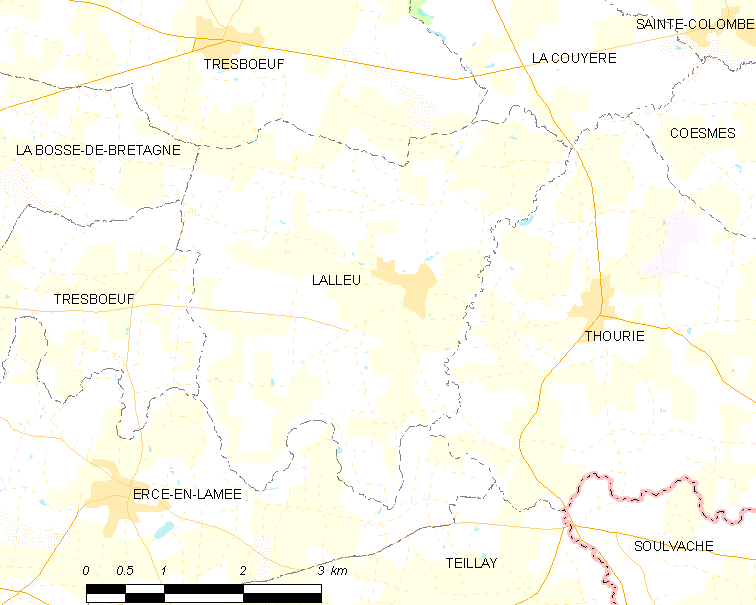
的OSM定位图

拉勒的时区为UTC+01:00、UTC+02:00（夏令时）。

## 行政
拉勒的邮政编码为35320，INSEE市镇编码为35140。

## 政治
拉勒所属的省级选区为布列塔尼地区班县。

## 人口

1962-2008年间人口变化图示

拉勒于2022年1月1日时的人口数量为581人。